# دانشکده الهیات آذربایجان
دانشکده الهیات آذربایجان (به ترکی آذربایجانی:Azərbaycan İlahiyyat İnstitutu) یک مؤسسه آموزش عالی تخصصی در زمینهٔ الهیات در جمهوری آذربایجان تحت نظارت کمیته دولتی ناظر به نهادهای دینی است. در حال حاضر، رئیس دانشکده عاقل شیرین‌اف است.

## تاریخچه
دپارتمان الهیات دانشگاه دولتی باکو نقشی اساسی در تأسیس دانشکده الهیات داشت. این گروه آموزشی در سال تحصیلی ۱۹۹۲\۹۳ بر اساس توافق‌نامه‌ای بین وزارت تحصیلات جمهوری آذربایجان، دانشگاه دولتی باکو و بنیاد اوقاف ترکیه تأسیس شد و تا سال ۲۰۱۷ زیر نظر دانشگاه دولتی باکو فعالیت می‌کرد.
برای فراهم آوردن علاقه مردم به دین در جامعه، آموزش متخصصان تحصیل کرده و توسعه علوم الهیات نیاز به تأسیس یک مؤسسه آموزش عالی مستقل وجود داشت. مطابق دستور شماره ۳۶۵۴ رئیس‌جمهور آذربایجان در تاریخ ۹ فوریه ۲۰۱۸ «دربارهٔ تأسیس دانشکده الهیات آذربایجان»، انستیتوی الهیات آذربایجان تحت نظارت کمیته دولتی ناظر بر نهادهای دینی جمهوری آذربایجان تأسیس شد.
در سال تحصیلی ۲۰۱۸/۲۰۱۹، وزارت تحصیلات جمهوری آذربایجان موضوع لغو دپارتمان الهیات دانشگاه دولتی باکو و گنجاندن آن در ساختار دانشکده الهیات آذربایجان را با دستور مربوطه به اجرا درآورد.

## ریاست دانشکده
در ۳۱ می ۲۰۱۸، با حکم رئیس‌جمهور الهام علی اف، جیحون ممدوف به سمت رئیس دانشکده منصوب شد.
در ۱۲ می سال ۲۰۲۰، رئیس‌جمهور الهام علی اف با صدور حکمی عاقل شیرینوف را به عنوان رئیس انستیتوی الهیات گماشت.

## آموزش
تحصیلات در دانشکده رایگان است، در همه رشته‌ها کتاب‌های درسی رایگان به دانشجویان ارائه می‌شود.
این دانشکده علاوه بر موضوعات سنتی مانند قرآن، حدیث، تفسیر، فقه، کلام و تصوف، موضوعاتی را نیز آموزش می‌دهد که از جنبه‌های جامعه‌شناسی، روانشناسی، فلسفی و تاریخی به مطالعه ادیان می‌پردازند. در عین حال، اعتقادات، عبادات، نظام اخلاقی و ساختارهای اجتماعی سایر ادیان برجسته جهان - مسیحیت، یهودیت، هندوئیسم، بودیسم، و همچنین علوم اجتماعی و علوم انسانی مانند فلسفه، جامعه‌شناسی، روانشناسی، چندگانگی فرهنگی آموزش داده می‌شود.
تدریس در این دانشکده به زبان آذربایجانی انجام می‌شود. برنامه‌ریزی شده‌است که در آینده بخشهای زبان روسی، انگلیسی و عربی افتتاح شود و دانشجویانی از کشورهای مختلف برای تحصیل در این دانشکده جذب شوند.
در این مؤسسه آموزش عالی دانشجویان همچنین می‌توانند انگلیسی، عربی، عبری کلاسیک و فارسی را بیاموزند. علاوه بر کلاس‌ها، دوره‌های رایگان زبان خارجی برای دانشجویان برگزار می‌شود.
کارشناسی ارشد دانشکده الهیات آذربایجان آموزش‌هایی را در زمینه مطالعات دینی تخصصهایی مثل روانشناسی دین، جامعه‌شناسی دین، تاریخ ادیان، اسلامشناسی ارائه می‌دهد.
با توجه به قرار شماره ۶ کابینه وزرای جمهوری آذربایجان در تاریخ ۱۵ ژانویه ۲۰۱۹، تصمیم به اجرای تحصیلات دکترا در زمینه دکترای فلسفه در دانشکده گرفته شده‌است.

## نماد
- دو دست در وسط لوگویی که نشانگر چندگانگی فرهنگی، تساهل و تسامح است، حاکی انسانیست که با خدا مناجات می‌کند
- «کتاب» منبع اصلی علم،
- و اما «شاخه زیتون» حاکی از صلح و معنویت است.

## آثار

### مجله «دین آراشدیرمالاری»
مجله «دین آراشدیرمالاری» یکی از شاخص‌های اصلی فعالیت علمی دانشکده الهیات آذربایجان است. این مجله سالی دو بار منتشر می‌شود. اولین شماره در دسامبر ۲۰۱۸ منتشر شد. قوانین انتشار مطابق با الزامات کمیسیون عالی تأیید که تحت ریاست جمهوری آذربایجان فعالیت می‌کند، رعایت شده و همچنین مطابق با استانداردهای بین‌المللی منتشر می‌شود.
اعضای تحریریه مجله دکترهای شناخته شده‌ای هستند که در دانشگاه‌های آذربایجان، ترکیه، روسیه، ایران و سوئیس فعالیت داشته‌اند.

### روزنامه «الهیاتچی»
اولین شماره روزنامه اِلهیاتچی که توسط این دانشکده تأسیس شده‌است، در تاریخ ۲۸ دسامبر ۲۰۱۸ منتشر شد. روزنامه اِلهیاتچی که هر ماه یک بار منتشر می‌شود، مقالاتی را دربارهٔ فعالیت‌های دانشکده الهیات آذربایجان، آثار و خلاقیت دانشجویان منتشر می‌کند.

## کتابخانه
دانشکده الهیات آذربایجان دارای یک کتابخانه غنی است که حوزه‌های مختلف علمی را پوشش می‌دهد. کتابخانه این مؤسسه بر اساس سیستم قفسه باز سازمان یافته‌است. در کتابخانه حدود ۱۴۰۰۰ کتاب وجود دارد. کتاب‌های این کتابخانه به زبان‌های آذربایجانی، روسی، انگلیسی، ترکی، عربی و فارسی است.

## روابط بین‌الملل
از ۱۶ تا ۲۲ دسامبر ۲۰۱۸، مدیریت دانشکده از دو شهر ترکیه آنکارا و استانبول بازدید کاری کرد. در این بازدید، پروتکل‌های همکاری با دانشگاه‌های مرمره، ۲۹ مایس و آنکارا امضا شد. دانشکده الهیات آذربایجان برای دانشجویان خود شرایط فراهم می‌کند تا از طریق برنامه‌های تبادل بین‌المللی اِراسْموس، مولانا و دیگر، در کشورهای اروپایی، آمریکایی و شرقی تحصیل کنند و تحصیلات خود را در مقاطع کارشناسی ارشد و دکترا در خارج ادامه دهند.